# Districte Pushmataha

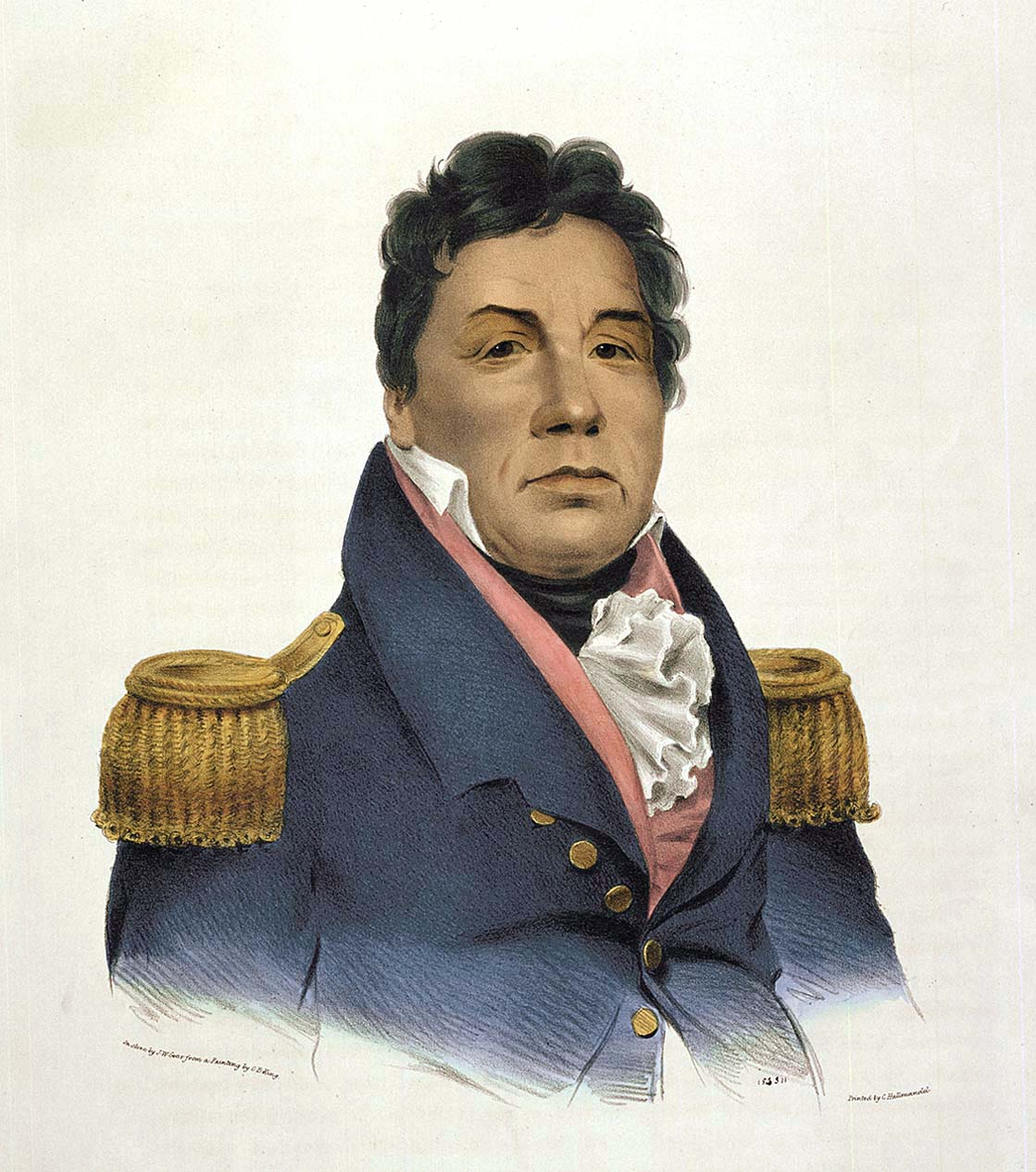
Pushmataha, pintat per George Catlin

El districte Pushmataha era una de les tres super-regions administratives que comprèn l'antiga Nació Choctaw a Territori Indi. També anomenat Tercer Districte, que abasta el terç sud-occidental de la nació.
El Districte Pushmataha va rebre el seu nom en honor del cap Pushmataha, un guerrer i estadista choctaw que era cap de districte d'Okla Hannali ("Sis Ciutats") en la Nació Choctaw original. Els altres dos districtes eren el districte Apukshunnubbee i el districte Moshulatubbee.
Els districtes es van establir quan la Nació Choctaw es va traslladar a través del Camí de les Llàgrimes choctaw a Territori Indi, a l'actual Oklahoma, i van ser pensats originalment per ser terres per als colons dels tres principals clans o divisions choctaw. A la pràctica, les afiliacions de clans i aliances es van convertir ràpidament en menys importants després de l'arribada dels choctaws al territori indi. La importància dels districtes en la vida política de la nació, que abans havia reflectit assentament i desenvolupament geogràfic, es va esvair amb el temps, i els tres caps de districte va perdre el poder i l'autoritat davant del cap principal de la nació. Finalment, el cap principal es va convertir, simplement, el cap. Ja no és un "primer entre iguals", es va convertir en l'únic líder polític.
En els assumptes judicials, els tres districtes i les seves seus de govern van mantenir la seva influència històrica. Els crims i els criminals no eren tractats a nivell de comtat sinó automàticament a nivell de districte. Els dies de la Cort van ser els dies més intensos de l'any a les places de govern del districte.
La seu administrativa del govern del districte Pushmataha era a Mayhew (Territori Indi), una antiga missió presbiteriana a dues milles de l'actual Boswell (Oklahoma).
Mayhew ser la seva última seu del districte del govern; el primer havia estat establert a Tiak Heli, un lloc d'una mitja milla a l'est de l'actual Sunkist, Oklahoma (al sud-est del comtat d'Atoka), "entre les forques de la Boggy" ("o Boggies "), com se l'anomenava. El lloc era de difícil accés, està situat entre el Clear Boggy Creek i Muddy Boggy Creek - en realitat petits rius- i alguns transbordadors operaven en els rius per proporcionar passos convenients. Quan el palau de justícia a Tiak Heli es va cremar en l'última part del segle xix el centre administratiu es va traslladar a Mayhew.
"Mai vaig entendre per què la cort es va fer a les forques del Boggy, obligant a tots els que van assistir al creuar un riu", va reflexionar un dels primers colons dècades més tard. Va assumir que la seu del districte de govern havia estat seleccionada pel fet que es troba al centre de la població en general, cosa que probablement és certa. "No hi va haver ferris, ni ponts per sobre de les forques del Boggy", ha recordat, en al Clear Boggy Creek i Muddy Boggy Creek com un sol canal.
Un altre colon recordar l'arbre roure utilitzat com a "arbre dels assots". Els tribunals de districte choctaw imposaven assots com a càstig. Cap al 1937 l'arbre encara existia.
En el districte Pushmataha hi eren els comtats d'Atoka, Jack's Fork, Blue, Jackson, i Kiamitia (Kiamichi).
Com planava la condició d'estat d'Oklahoma, el Districte Pushmataha i els seus comtats constituents lentament van perdre les seves funcions governamentals. Els tribunals dels Estats Units al Territori Indi van usurpar els seus poders. El 16 de novembre de 1907 (dia de la proclamació de l'estat d'Oklahoma) el districte i els seus comtats van desaparèixer per sempre.
El territori de l'antic Districte Pushmataha s'incorpora principalment als actual comtats d'Oklahoma d'Atoka, Bryan, Choctaw, i Pushmataha.